# Mathias Schulze
Mathias Uwe Schulze (* 8. Oktober 1983 in Magdeburg, DDR) ist ein deutscher Leichtathlet der Wurfdisziplinen im Behindertensport in der Startklasse F46. Er konkurriert beim Kugelstoßen, Diskus- und Speerwurf. Im Kugelstoßen wurde er 2017 Vizeweltmeister und 2018 Europameister.

## Berufsweg
Schulze lebte in Leipzig und arbeitete als Projektbegleiter der Arlt Wach-, Schließ- und Schutzdienst GmbH, nachdem er neun Monate in Tansania verbrachte und dort beim Prothesenbau geholfen hatte. Seit 1. September 2018 ist er Koordinator für den Bereich Jugendleistungssport beim Brandenburgischen Präventions- und Rehabilitationssportverein (BPRSV) in Cottbus. Zu dieser Zeit stand er kurz vor dem Ende seines Bachelor-Studiums der Bildungswissenschaft an der Fernuniversität Hagen.

## Sportliche Karriere
Schulze wurde mit Dysmelie geboren; betroffen ist seine linke Hand. Schon im Schulsport hatte er Rekorde mit der Kugel gebrochen, begann aber erst 2005 offiziell mit dem Wurfsport, da er sich zuvor dem Fußball gewidmet hatte.
2005 und 2011 erreichte er bei den Internationalen Deutschen Meisterschaften im Kugelstoßen die Bronzemedaille.
Bei den Internationalen Deutschen Hallenmeisterschaften 2012 gewann er im Kugelstoßen Gold und im Diskuswurf Silber. Im selben Jahr belegte er bei den 2012 Stadskanaal den vierten Platz im Kugelstoßen und errang bei den Internationalen Open Athletics Championships sowohl im Diskuswurf als auch beim Kugelstoßen jeweils die Goldmedaille. Bei den Paralympics in London war seine beste Platzierung der 5. Rang im Kugelstoßen.
2013 holte Schulze bei den IPC-Weltmeisterschaften in Lyon mit der Kugel Bronze.
2014 holte er bei den IPC-Europameisterschaften in Swansea Bronze mit Kugel, Diskus und Speer.
2016 kam Schulze mit Kugel und Speer bei den IPC-Europameisterschaften in Grosseto auf den Silberrang.
2017 wurde er in London IPC-Vizeweltmeister im Kugelstoßen.
2018 gewann Schulze mit der Kugel Gold bei den IPC-Europameisterschaften in Berlin.

## Vereinszugehörigkeiten
Schulz startet seit 1. August 2018 für den Brandenburgischen Präventions- und Rehabilitationssportverein (BPRSV) in Cottbus und war zuvor beim SC DHfK Leipzig, wo er von Lothar Tischendorf und Bernd Bierwisch trainiert wurde.